# Armin Kremer
Armin Kremer   (Crivitz, 4 de desembre de 1968) és un pilot de ral·li alemany que disputa la categoria WRC 2 dins del Campionat Mundial de Ral·lis. Va ser guanyador del Campionat d'Europa de Ral·lis l'any 2001 i del Campionat de Ral·lis Àsia-Pacífic l'any 2003.

## Trajectòria
Kremer debuta als ral·lis l'any 1992 i a partir de 1995 es converteix en un habitual del Campionat d'Europa de Ral·lis, competició que guanya l'any 2001 amb un Toyota Corolla WRC, guanyant el Ral·li de Turquia i el Ral·li de Bulgària. En paral·lel, guanya tres edicions del Campionat d'Alemanya de Ral·lis, concretament l'any 1996 amb un Mitsubishi Lancer Evolution III i els anys 1998 i 1999 amb un Subaru Impreza WRC.
L'any 2003 i 2004 disputa el Campionat de Ral·lis Àsia-Pacífic, aconseguint guanyar-lo a la temporada 2003 amb un Mitsubishi Lancer Evolution VII.
Des de l'any 2013 disputa puntualment proves de la categoria WRC 2 dins del Campionat Mundial de Ral·lis.